# 381
سنة 381 م (بالأرقام الرومانية: CCCLXXXI) كانت سنة بسيطة تبدأ يوم الجمعة (الرابط يظهر نموذج الجدول الزمني الكامل للسنة) من التقويم اليولياني. في ذلك الوقت كانت هذه السنة تعرف على أنها سنة تولي القنصلية من قبل سياغريوس وأوخاريوس (وتعرف على نطاق أضيق بسنة 1134 من تاريخ تأسيس روما). بدأت تسمية السنة ب381 منذ العصور الوسطى المبكرة، عندما أصبح تقويم أنو دوميني هو الأسلوب السائد في أوروبا لتسمية السنوات.